# Marpesia phiale
Marpesia phiale är en fjärilsart som beskrevs av Frederick DuCane Godman och Osbert Salvin 1878. Marpesia phiale ingår i släktet Marpesia och familjen praktfjärilar. Inga underarter finns listade i Catalogue of Life.